# ۶۱۶ (پیش از میلاد)
۶۱۶ (پیش از میلاد) ۶۱۶مین سال قبل از تقویم میلادی است.